# Michał Tadeusz Tokarzewski-Karaszewicz
Michał Tadeusz Tokarzewski-Karaszewicz, poljski general, * 1896, † 1964.